# Diocesi di Magonza

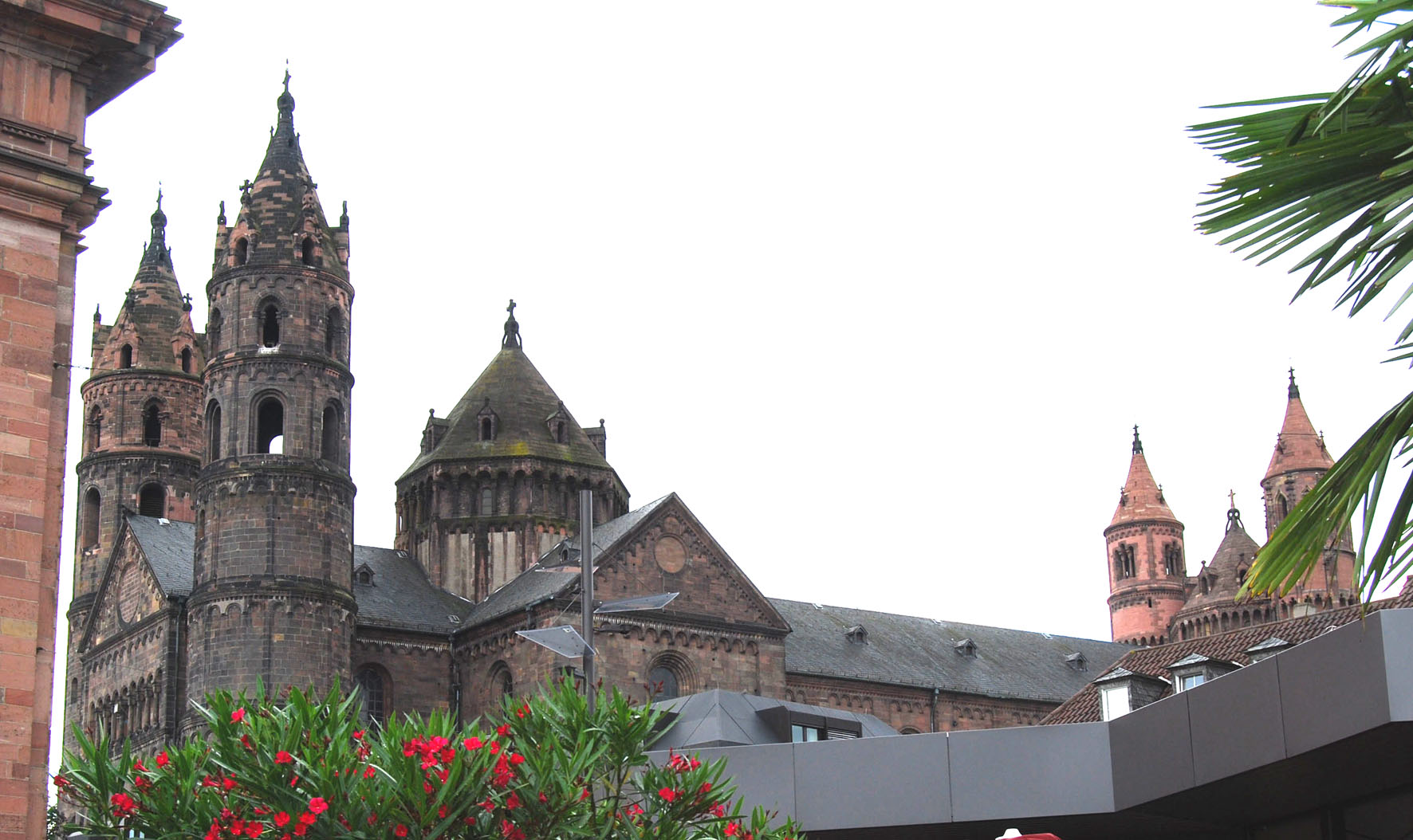
Le torri della cattedrale di Worms.

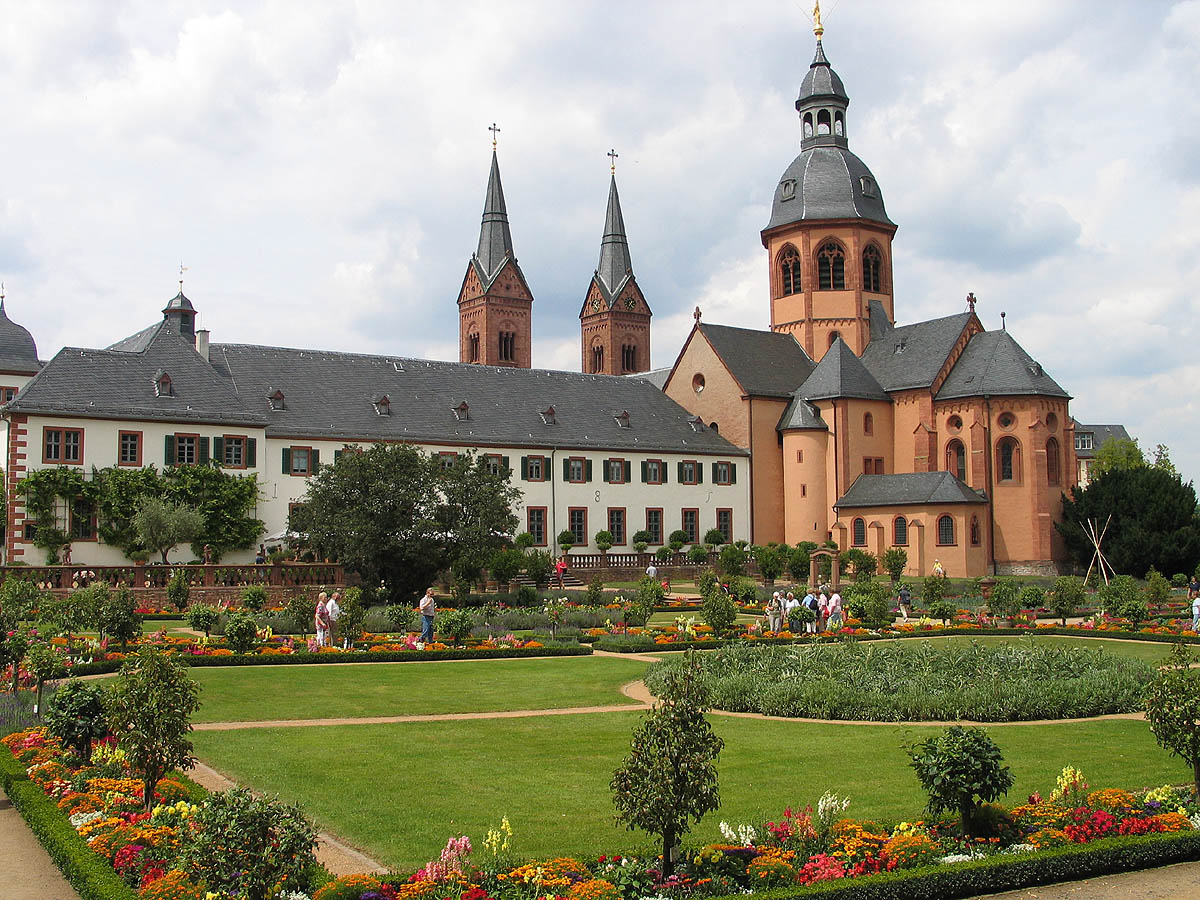
La basilica di Sant'Eginardo a Seligenstadt.

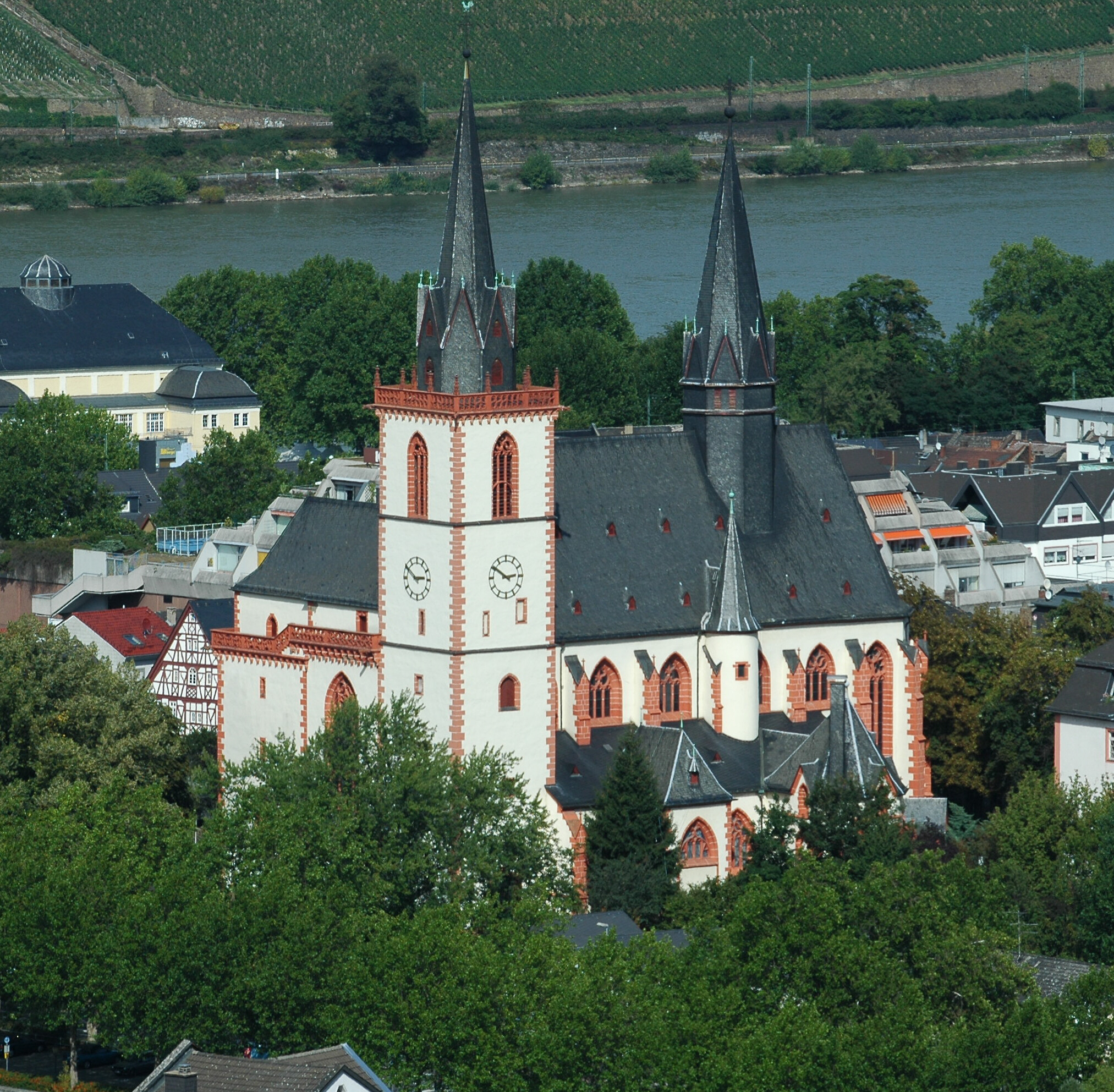
La basilica di San Martino a Bingen am Rhein.

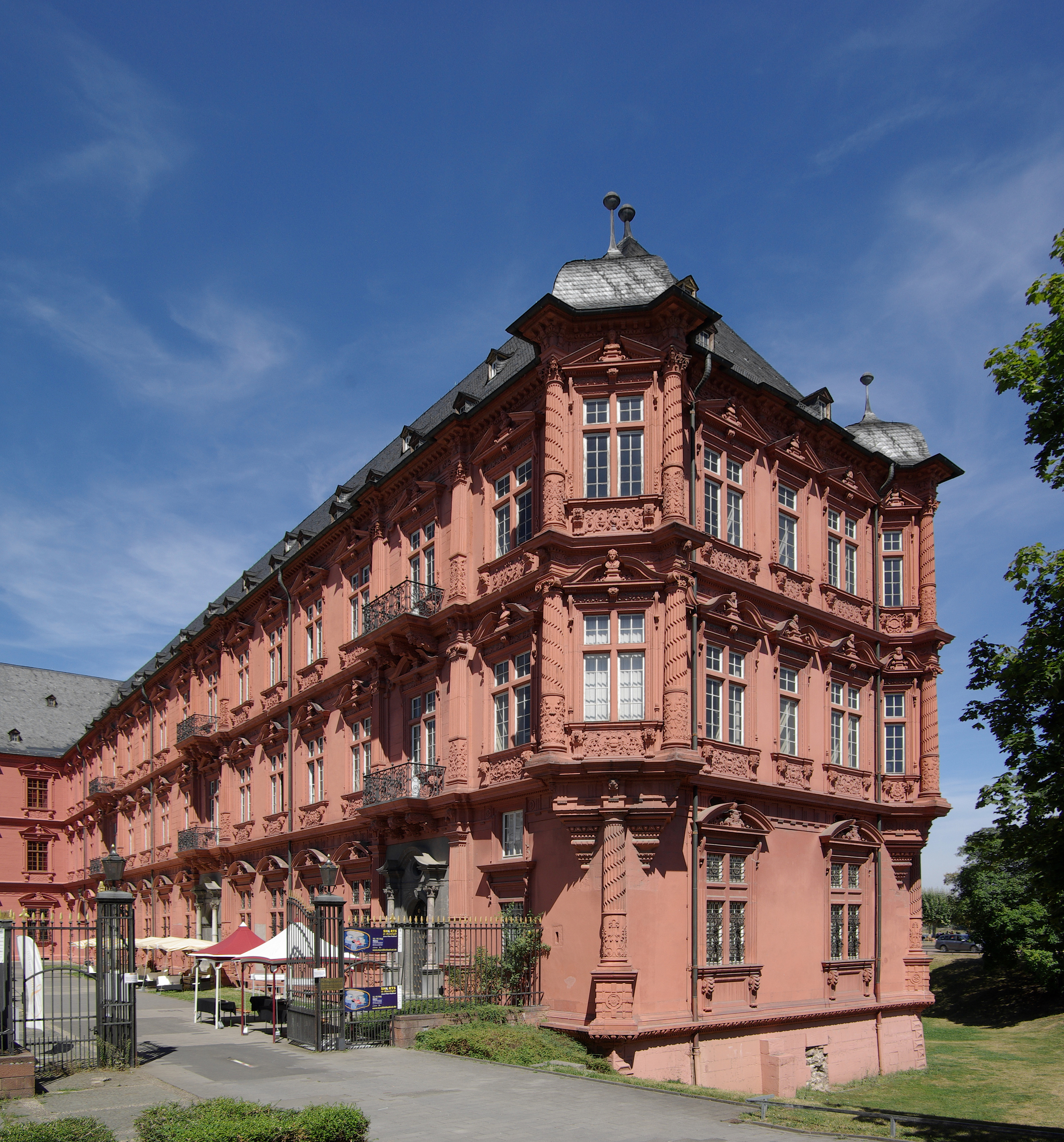
Il palazzo dei principi-vescovi a Magonza.

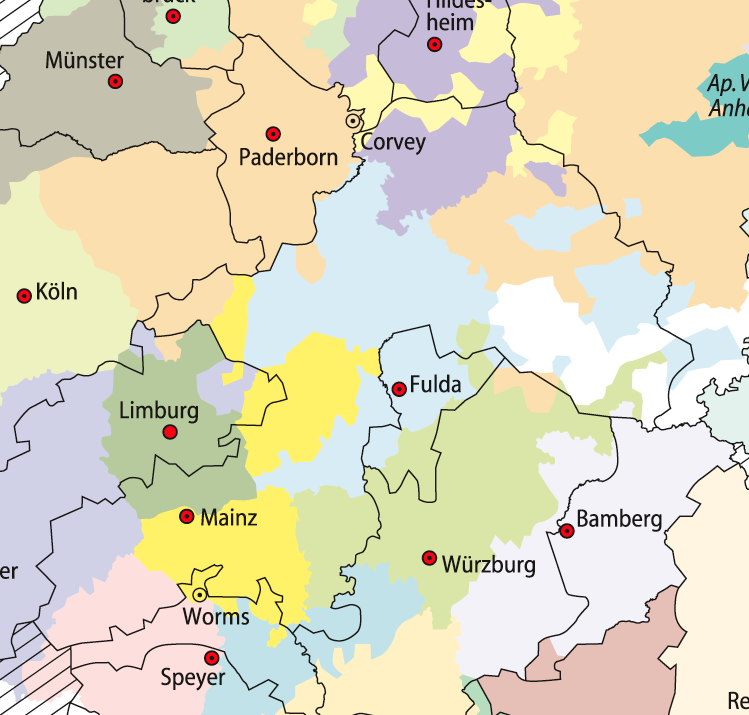
Mappa dell’arcidiocesi di Magonza prima del 1790 (tratteggiata in nero) e degradata a diocesi dopo il 1821 (in giallo).

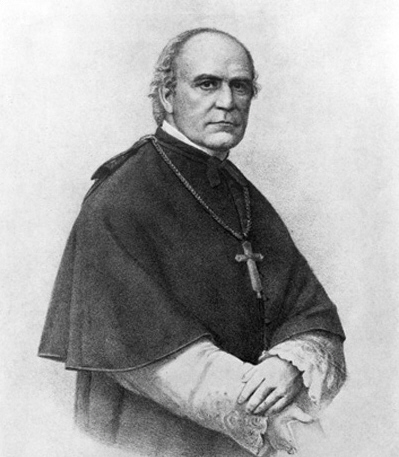
Il vescovo Wilhelm Emmanuel von Ketteler, che si distinse nell'Ottocento per i suoi contributi nel dibattito sulla questione sociale.

La diocesi di Magonza (in latino Dioecesis Moguntina) è una sede della Chiesa cattolica in Germania suffraganea dell'arcidiocesi di Friburgo in Brisgovia. Nel 2023 contava 728.200 battezzati su 3.021.267 abitanti. È retta dal vescovo Peter Kohlgraf.

## Territorio
La diocesi comprende parte della Renania-Palatinato e dell'Assia, nonché la località di Bad Wimpfen nel Baden-Württemberg. È costituita da due entità geografiche distinte e non contigue tra loro: questa peculiarità è dovuta alla costituzione dell'odierna diocesi, nata nel 1821 e corrispondente al territorio dell'allora granducato d'Assia oggi non più esistente.
Sede vescovile è la città di Magonza, dove si trova la cattedrale di San Martino.
Il territorio si estende su 7.692 km² ed è suddiviso in 303 parrocchie, raggruppate in 20 decanati.

### Chiese importanti
Tra le principali chiese della diocesi, si annoverano:
- l'ex cattedrale di Worms, dedicata a San Pietro apostolo;
- la basilica dell'Immacolata Concezione e dei Santi Pietro e Paolo a Niddatal-Ilbenstadt, nota anche come Wetterauer Dom;
- la basilica di San Martino a Bingen am Rhein;
- la basilica dei Santi Marcellino e Pietro a Seligenstadt, nota anche come Einhard Basilika;
- la chiesa di Santo Stefano a Magonza, nota per le vetrate realizzate da Marc Chagall.

## Storia
Magonza, corrispondente alla Mogontiacum dei Romani, faceva parte, secondo la Notitia Galliarum dell'inizio del V secolo, della provincia romana della Germania prima, di cui era la capitale.
La tradizione leggendaria attribuisce la fondazione della Chiesa di Magonza a san Crescente, inviato ad evangelizzare la regione dall'apostolo san Pietro nel I secolo. Il primo vescovo conosciuto appare solamente nella prima metà del IV secolo: negli atti dello pseudo concilio di Colonia del 346 figura il nome di Martinus Mogontiacensium.
La sede acquisì importanza e prestigio nell'VIII secolo grazie all'opera di san Bonifacio e del suo successore san Lullo, primi che si fregiarono del titolo di arcivescovo; è in quest'epoca che si definisce il territorio diocesano, che si estese anche sulla riva destra del fiume Reno. Da Magonza e da Colonia partivano i missionari per l'evangelizzazione della Germania.
Con l'affermarsi dell'organizzazione ecclesiastica in epoca carolingia, Magonza divenne arcidiocesi metropolitana. Inizialmente aveva tre diocesi suffraganee, Worms, Strasburgo e Spira, nel rispetto dell'antica suddivisione amministrativa romana. Mano a mano che venivano create, furono aggregate alla provincia ecclesiastica di Magonza anche le diocesi di Augusta, Costanza, Coira, Eichstätt, Halberstadt, Würzburg, Hildesheim, Paderborn e Verden. Questa struttura organizzativa ecclesiastica, già attestata nell'XI secolo, rimase invariata, malgrado tutti i cambiamenti politici della regione, fino alla rivoluzione francese.
A partire dall'epoca ottoniana (X secolo), gli arcivescovi di Magonza acquisirono poteri comitali che li resero i più importanti principi vescovi del Sacro Romano Impero. Tra i primi principi dell'Impero si distinse l'arcivescovo Willigis, che divenne anche arcicancelliere dell'Impero e diede inizio alla costruzione della nuova cattedrale nel 975.
Il principato arcivescovile era costituito dai seguenti territori:
- il distretto di Magonza con Kastel, Kronberg nel Taunus, Bingen, Lahnstein e Steinheim;
- il principato di Aschaffenburg con Miltenberg, Amorbach, Bischoffsheim, Gernsheim, Amöneburg, Hochheim;
- le contee di Hoechst, Rheingau, Elfeld, Eppstein, Oberursel, Koenigstein, Reineck inferiore, il langraviato di Orb;
- il principato abbaziale di Lorsch in unione personale dal 1623;
- il principato vescovile di Erfurt e il ducato di Eichsfeld composto dal principato di Heiligenstadt e dalla marca di Duderstadt;
- il capitolo di San Pietro a Nörten presso Gottinga.

Dal 1257 l'arcivescovo di Magonza, già primate della Germania e legatus natus del papa per i territori imperiali, fu ufficialmente riconosciuto arcicancelliere dell'Impero e presidente-decano della Dieta imperiale (Reichstag) e primo Grande Elettore. Tale situazione venne sancita definitivamente dalla Bolla d'oro del 25 dicembre 1356 (Erzbischof von Mainz und des Heiligen Römischen Reichs Erzkanzler für Germanien und Chur-Furst). Come decano degli Elettori presiedeva anche il "Consiglio aulico dell'Impero" (Reichshofrat) e fino al 1343 incoronava personalmente il nuovo imperatore eletto. Come presidente della Dieta poteva convocare il Collegio elettorale, aprendone i lavori e concedendo l'apertura delle votazioni cominciando dagli elettori di Treviri e di Colonia; esaminava e legittimava le lettere credenziali dei deputati plenipotenziari inviati dai vari principi alle votazioni. Dal 10 giugno 1630 per decreto di papa Urbano VIII ricevette il trattamento di eminenza e gli viene riconosciuto il rango reale, più o meno contestato dagli altri sovrani europei. Il potere di questo titolo, che non aveva giurisdizione politica, ricopriva però un ruolo fondamentale nei rapporti con la Chiesa in quanto rendeva l'arcivescovo il primo referente del papa in Germania.
Nel XVI secolo, con l'affermarsi della riforma protestante, l'arcidiocesi perse molte parrocchie, soprattutto nel nord e nel Palatinato, passate alla nuova confessione religiosa. Contestualmente, la provincia ecclesiastica perse le diocesi di Halberstadt e di Verden, che furono soppresse, per il passaggio pressoché totale dei fedeli alla chiesa evangelica.
La rivoluzione francese, con le sue conseguenze, pose fine al principato ecclesiastico e modificò sostanzialmente il territorio dell'arcidiocesi. Nel 1792 le truppe francesi occuparono i territori dell'arcidiocesi fino al fiume Reno, mentre l'arcivescovo Friedrich Karl Josef von Erthal fuggiva assieme al capitolo della cattedrale a Aschaffenburg sulla riva destra del fiume. Con il trattato di Campoformio (1797) l'arcidiocesi si trovò divisa fra due Stati, la Francia, che occupava i territori situati sulla riva sinistra del Reno, e l'Impero, che deteneva i territori sulla riva destra.
Il 29 novembre 1801 in forza della bolla Qui Christi Domini di papa Pio VII, nel territorio francese fu eretta una nuova circoscrizione ecclesiastica magontina, corrispondente al dipartimento, oggi non più esistente, di Mont-Tonnerre. Con la bolla papale, l'antica arcidiocesi fu ridotta al rango di diocesi, suffraganea dell'arcidiocesi di Malines, e comprendeva parti delle antiche sedi di Magonza, di Worms e di Spira (con le rispettive città episcopali), e di Metz. Per questa sede fu eletto il vescovo Joseph Ludwig Colmar.
La restante parte dell'antica arcidiocesi e del principato ecclesiastico, sulla riva destra del Reno, subì la seguente evoluzione: il principato fu secolarizzato in seguito al Reichsdeputationshauptschluss del 1803, ed il suo territorio scorporato fra le varie entità politiche tedesche circostanti; la parte della diocesi rimasta in territorio tedesco, in virtù della bolla In universalis Ecclesiae del 1º febbraio 1805, fu data in amministrazione a Karl Theodor von Dalberg, arcivescovo di Ratisbona, già arcivescovo coadiutore della stessa Magonza.
Il congresso di Vienna e altri trattati successivi modificarono nuovamente la geografia ecclesiastica della regione. Il 16 agosto 1821 Pio VII emanò la bolla Provida solersque, con la quale sopprimeva tutte le giurisdizioni ecclesiastiche precedenti e stabiliva nuove arcidiocesi e diocesi in alcuni Stati della Confederazione germanica nel sud-ovest della Germania. La nuova diocesi di Magonza venne fatta coincidere con il territorio del Granducato d'Assia entrando al contempo a far parte della provincia ecclesiastica dell'arcidiocesi di Friburgo in Brisgovia.
In virtù della bolla Ad dominici gregis custodiam dell'11 aprile 1827, il capitolo dei canonici della cattedrale gode del diritto di eleggere i propri vescovi, che in seguito ricevono la nomina formale e canonica della Santa Sede.

## Cronotassi dei vescovi
Si omettono i periodi di sede vacante non superiori ai 2 anni o non storicamente accertati.
Il più antico catalogo dei vescovi di Magonza risale agli inizi del X secolo e si conclude con il vescovo Erigero: in questo catalogo sono 11 i vescovi che precedono san Bonifacio. Cataloghi successivi (una decina circa anteriori al XIV secolo) allungano a dismisura la serie dei vescovi per rendere ancora più antica la Chiesa di Magonza; Gallia christiana, sulla scia di questi cataloghi, elenca 41 vescovi prima di san Bonifacio.
- Martino † (menzionato nel 346)[5]
- Sant'Aureo †[6]
- Massimo †[7]
- Sidonio † (all'epoca del re Teodeberto I)[8]
- Taumasto †[9]
- Sigismondo † (menzionato nel 589)[10]
- Leudegario (o Lesio) † (menzionato nel 612)
- Petilino †
- Lanvaldo †[11]
- Lupoaldo † (menzionato nel 627)
- Rigoberto (o Reobardo o Regberto) †[12]
- Geroldo †[13]
- Gewiliobo (o Geolobo) † (? - 745 deposto)
- San Bonifacio † (746 - 5 giugno 755 deceduto)
- San Lullo † (5 giugno 755 succeduto - 16 ottobre 786 deceduto)
- Riculfo † (4 marzo o 2 aprile 787 consacrato - 9 agosto 813 deceduto)
- Aistolfo † (agosto 813 - 28 gennaio 826 deceduto)
- Autcario † (prima dell'828 - 21 aprile 847 deceduto)
- San Rabano Mauro † (26 giugno 847 consacrato - 4 febbraio 856 deceduto)
- Carlo † (12 marzo 856 consacrato - 4 giugno 863 deceduto)
- Liutberto † (30 novembre 863 consacrato - 17 febbraio 889 deceduto)
- Sunderoldo † (prima del 13 giugno 889 - 28 giugno 891 deceduto)
- Attone I † (luglio 891 - 13 maggio 913 deceduto)
- Erigero † (913 - 1º dicembre 927 deceduto)
- Ildeberto † (928 - 31 maggio 937 deceduto)
- Federico † (937 - 25 ottobre 954 deceduto)
- Guglielmo † (17 dicembre 954 - 2 marzo 968 deceduto)
- Attone II † (968 - 18 gennaio 970 deceduto)
- Ruperto † (970 - 13 gennaio 975 deceduto)
- San Willigis † (gennaio 975 - 23 febbraio 1011 deceduto)
- Erchenbald † (1º aprile 1011 consacrato - 17 agosto 1021 deceduto)
- Aribo † (1021 - 6 aprile 1031 deceduto)
- San Bardo † (21 giugno 1031 - 10 giugno 1051 deceduto)
- Leutpold † (7 agosto 1051 - 7 dicembre 1059 deceduto)
- Siegfrid von Eppstein I † (6 gennaio 1060 - 16 febbraio 1084 deceduto)
- Wezilo † (1084 - 6 agosto 1088 deceduto)
- Ruthard † (27 settembre 1088 - 2 maggio 1109 deceduto)
- Adalbert I von Saarbrücken † (agosto 1111 - 23 giugno 1137 deceduto)
- Adalbert II von Saarbrücken † (28 maggio 1138 - 17 luglio 1141 deceduto)
- Markulf † (1141 - 9 giugno 1142 deceduto)
- Enrico di Magonza † (28 settembre 1142 - 7 giugno 1153 deposto)
- Arnold von Selenhofen † (7 giugno 1153 - 24 giugno 1160 deceduto)
- Rudolf von Zähringen † (1160 - 1161 deceduto)
- Konrad von Wittelsbach † (maggio 1161 - 1165 deposto)
- Christian von Buch † (5 marzo 1167 consacrato - 25 agosto 1183 deceduto)
- Konrad von Wittelsbach † (novembre 1183 - 27 ottobre 1200 deceduto) (per la seconda volta)
  - Leopold von Schönfeld † (vescovo eletto)[14]
- Sigfried von Eppstein II † (21 marzo 1202 - 9 settembre 1230 deceduto) (antivescovo fino al 1208)
- Siegfrid von Eppstein III † (1230 - 9 marzo 1249 deceduto)
- Christian von Weissenau † (29 giugno 1249 - prima del 21 novembre 1251 deposto)
- Gerhard von Daun-Kirberg † (23 dicembre 1251 - 25 settembre 1259 deceduto)
- Werner von Eppstein † (1259 - 2 aprile 1284 deceduto)
  - Sede vacante (1284-1286)
- Heinrich von Isny, O.F.M. † (15 maggio 1286 - 17 marzo 1288 deceduto)
- Gerhard von Eppstein † (30 marzo 1289 - 25 febbraio 1305 deceduto)
- Peter von Aspelt † (10 novembre 1306 - 5 giugno 1320 deceduto)
- Matthias von Bucheck † (31 agosto 1321 - 10 settembre 1328 deceduto)
- Heinrich von Virneburg † (11 ottobre 1328 - 7 aprile 1346 deposto)
- Gerlach von Nassau † (7 aprile 1346 - 12 febbraio 1371 deceduto)
- Johann von Luxemburg-Ligny † (28 aprile 1371 - 4 aprile 1373 deceduto)
- Ludwig von Meissen † (28 aprile 1374 - 28 aprile 1381 nominato arcivescovo di Magdeburgo)
- Adolf von Nassau † (28 aprile 1381 - 6 febbraio 1390 deceduto)
- Konrad von Weinsberg † (10 aprile 1391 - 19 ottobre 1396 deceduto)
  - Joffrid von Leiningen † (1396 - 1397) (antivescovo)
- Johann von Nassau † (26 gennaio 1397 - 23 settembre 1419 deceduto)
- Konrad von Dhaun † (15 dicembre 1419 - 10 giugno 1434 deceduto)
- Dietrich Schenk von Erbach † (6 luglio 1434 - 6 maggio 1459 deceduto)
- Diether von Isenburg-Büdingen † (4 gennaio 1460 - 21 agosto 1461 deposto)
- Adolf von Nassau-Wiesbaden † (21 agosto 1461 - 6 settembre 1475 deceduto)
- Diether von Isenburg-Büdingen † (5 aprile 1476 - 7 maggio 1482 deceduto) (per la seconda volta)
- Albert von Sachsen † (7 maggio 1482 succeduto - 1º maggio 1484 deceduto)
- Bertold von Henneberg-Römhild † (20 settembre 1484 - 21 dicembre 1504 deceduto)
- Jakob von Liebenstein † (31 marzo 1505 - 15 settembre 1508 deceduto)
- Uriel von Gemmingen-Michelfeld † (27 settembre 1508 - 9 febbraio 1514 deceduto)
- Alberto di Hohenzollern † (18 agosto 1514 - 24 settembre 1545 deceduto)
- Sebastian von Heusenstamm † (27 gennaio 1546 - 18 marzo 1555 deceduto)
- Daniel Brendel von Homburg † (23 agosto 1555 - 22 marzo 1582 deceduto)
- Wolfgang von Dalberg † (3 settembre 1582 - 5 aprile 1601 deceduto)
- Johann Adam von Bicken † (27 agosto 1601 - 11 gennaio 1604 deceduto)
- Johann Schweikhard von Kronberg † (2 agosto 1604 - 17 settembre 1626 deceduto)
- Georg Friedrich von Greiffenklau † (28 aprile 1627 - 6 luglio 1629 deceduto)
- Anselm Casimir Wambold von Umstadt † (28 gennaio 1630 - 9 ottobre 1647 deceduto)
- Johann Philipp von Schönborn † (23 agosto 1649 - 12 febbraio 1673 deceduto)
- Lothar Friedrich von Metternich-Burscheid † (12 febbraio 1673 succeduto - 3 giugno 1675 deceduto)
- Damian Hartard von der Leyen † (24 febbraio 1676 - 6 dicembre 1678 deceduto)
- Karl Heinrich von Metternich-Winneburg † (4 settembre 1679 - 26 settembre 1679 deceduto)
- Anselm Franz von Ingelheim † (11 marzo 1680 - 30 marzo 1695 deceduto)
- Franz Lothar von Schönborn † (30 marzo 1695 succeduto - 30 gennaio 1729 deceduto)
- Francesco Luigi del Palatinato-Neuburg † (30 gennaio 1729 succeduto - 18 aprile 1732 deceduto)
- Philipp Karl von Eltz † (3 settembre 1732 - 21 marzo 1743 deceduto)
- Johann Friedrich Karl von Ostein † (29 luglio 1743 - 4 giugno 1763 deceduto)
- Emmerich Joseph von Breidbach-Bürresheim † (22 agosto 1763 - 11 giugno 1774 deceduto)
- Friedrich Karl Josef von Erthal † (13 marzo 1775 - 4 luglio 1802 dimesso)
- Joseph Ludwig Colmar † (7 agosto 1802 - 15 dicembre 1818 deceduto)
  - Sede vacante (1818-1829)
- Joseph Vitus Burg † (29 settembre 1829 - 22 maggio 1833 deceduto)
- Johann Jakob Humann † (20 gennaio 1834 - 19 agosto 1834 deceduto)
- Petrus Leopold Kaiser † (6 aprile 1835 - 30 dicembre 1848 deceduto)
- Wilhelm Emmanuel von Ketteler † (20 maggio 1850 - 13 luglio 1877 deceduto)
  - Christoph Moufang † (13 luglio 1877 - 10 giugno 1886 dimesso) (vicario apostolico)
- Paul Leopold Haffner † (10 giugno 1886 - 2 novembre 1899 deceduto)
- Heinrich Brück † (30 marzo 1900 - 5 novembre 1903 deceduto)
- Georg Heinrich Kirstein † (8 febbraio 1904 - 15 aprile 1921 deceduto)
- Ludwig Maria Hugo † (15 aprile 1921 succeduto - 30 marzo 1935 deceduto)
- Albert Stohr † (17 luglio 1935 - 3 giugno 1961 deceduto)
- Hermann Volk † (25 marzo 1962 - 27 dicembre 1982 ritirato)
- Karl Lehmann † (21 giugno 1983 - 16 maggio 2016 ritirato)
- Peter Kohlgraf, dal 18 aprile 2017

## Statistiche
La diocesi nel 2023 su una popolazione di 3.021.267 persone contava 728.200 battezzati, corrispondenti al 24,1% del totale. Geograficamente, la proporzione dei cattolici varia considerevolmente: nella città di Magonza sono circa metà della popolazione, mentre nella parte settentrionale della diocesi sono una piccola minoranza.
| anno | popolazione | popolazione | popolazione | presbiteri | presbiteri | presbiteri | presbiteri                | diaconi | religiosi | religiosi | parrocchie |
| anno | battezzati  | totale      | %           | numero     | secolari   | regolari   | battezzati per presbitero | diaconi | uomini    | donne     | parrocchie |
| ---- | ----------- | ----------- | ----------- | ---------- | ---------- | ---------- | ------------------------- | ------- | --------- | --------- | ---------- |
| 1950 | 631.100     | 1.794.600   | 35,2        | 516        | 437        | 79         | 1.223                     |         | 128       | 1.907     | 284        |
| 1970 | 893.357     | 2.344.970   | 38,1        | 657        | 533        | 124        | 1.359                     |         | 201       | 1.622     | 1.037      |
| 1980 | 939.372     | 2.637.000   | 35,6        | 658        | 564        | 94         | 1.427                     | 40      | 136       | 1.145     | 346        |
| 1990 | 856.461     | 2.300.000   | 37,2        | 645        | 538        | 107        | 1.327                     | 76      | 132       | 796       | 344        |
| 1999 | 825.309     | 2.746.000   | 30,1        | 581        | 477        | 104        | 1.420                     | 104     | 142       | 657       | 344        |
| 2000 | 820.932     | 2.770.000   | 29,6        | 567        | 475        | 92         | 1.447                     | 106     | 130       | 616       | 344        |
| 2001 | 814.205     | 2.770.000   | 29,4        | 553        | 464        | 89         | 1.472                     | 111     | 119       | 458       | 344        |
| 2002 | 809.223     | 2.770.000   | 29,2        | 549        | 456        | 93         | 1.473                     | 113     | 123       | 423       | 344        |
| 2003 | 803.923     | 2.807.896   | 28,6        | 570        | 476        | 94         | 1.410                     | 115     | 121       | 423       | 344        |
| 2004 | 796.562     | 2.807.896   | 28,4        | 536        | 442        | 94         | 1.486                     | 122     | 135       | 411       | 344        |
| 2013 | 754.441     | 2.886.854   | 26,1        | 511        | 416        | 95         | 1.476                     | 124     | 125       | 374       | 321        |
| 2016 | 742.165     | 2.899.491   | 25,6        | 478        | 396        | 82         | 1.552                     | 124     | 111       | 332       | 309        |
| 2019 | 718.715     | 2.982.141   | 24,1        | 422        | 369        | 53         | 1.703                     | ?       | 70        | 338       | 303        |
| 2021 | 726.130     | 3.012.753   | 24,1        | 402        | 346        | 56         | 1.806                     | ?       | 70        | 339       | 303        |
| 2023 | 728.200     | 3.021.267   | 24,1        | 378        | 328        | 50         | 1.926                     | ?       | 57        | 301       | 303        |